# ادوارد زینتل
ادوارد زینتل (آلمانی: Eduard Zintl؛ ۲۱ ژانویهٔ ۱۸۹۸ – ۱۷ ژانویهٔ ۱۹۴۱) یک شیمی‌دان در زمینه شیمی معدنی اهل آلمان بود.